# Algimantas Mielinis
Algimantas Mielinis (* 24. Dezember 1962 in Jūkainiai, Rajongemeinde Raseiniai) ist ein litauischer Politiker, Bürgermeister.

## Leben
Nach dem Abitur 1981 an der Mittelschule Viduklė bei Raseiniai absolvierte er von 1982 bis 1989 das Diplomstudium des Zooingenieurwesens an der Lietuvos veterinarijos akademija und wurde Zooingenieur. Von 1983 bis 1985 leistete er den Pflichtdienst in der Sowjetarmee. Von 1992 bis 1995 arbeitete er als Zootechniker bei Žemės ūkio bendrovė in Aleknai bei Viduklė. Seit 2011 ist er Mitglied im Rat Raseiniai. Von 2012 bis 2015 war er Bürgermeister von Raseiniai.
Er ist Mitglied von Tvarka ir teisingumas.

## Familie
Algimantas Mielinis ist verheiratet. Mit Frau Vincentina hat er die Kinder Viktorija und Alvita.